# Beatrice de Frangepan

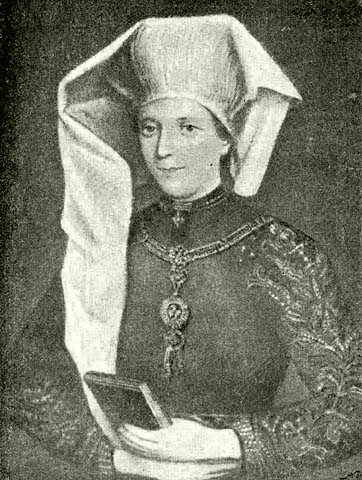
Vermeintliches Bildnis der Beatrice de Frangepan, Markgräfin von Brandenburg-Ansbach

Beatrice de Frangepan (kroatisch Beatrica Frankopan), (* 1480; † ca. 27. März 1510) war eine kroatische Adlige aus dem Geschlecht Frankopan; durch Heirat Erbin von Hunyadi und Markgräfin von Brandenburg-Ansbach.

## Leben

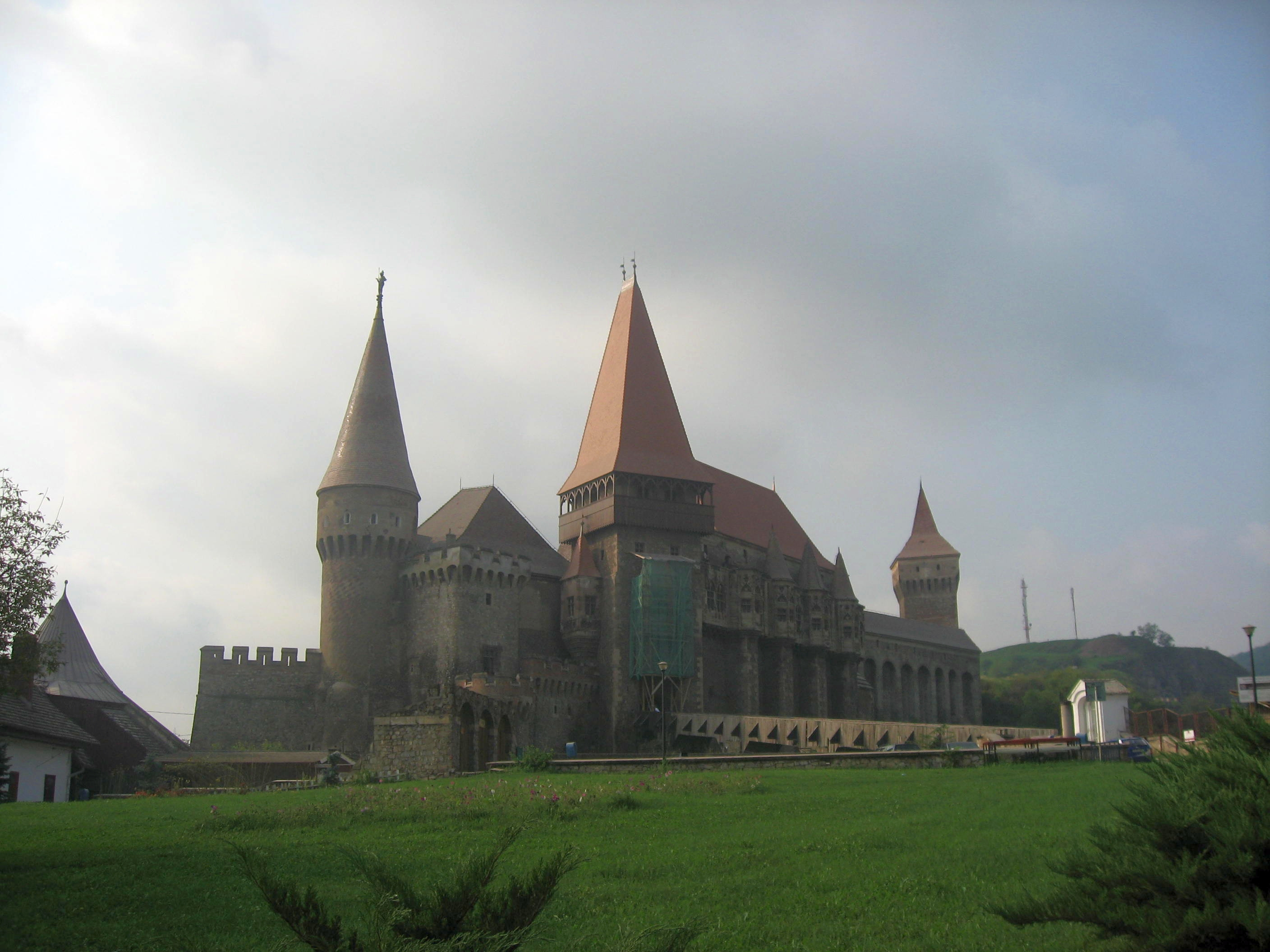
Burg Hunyadi

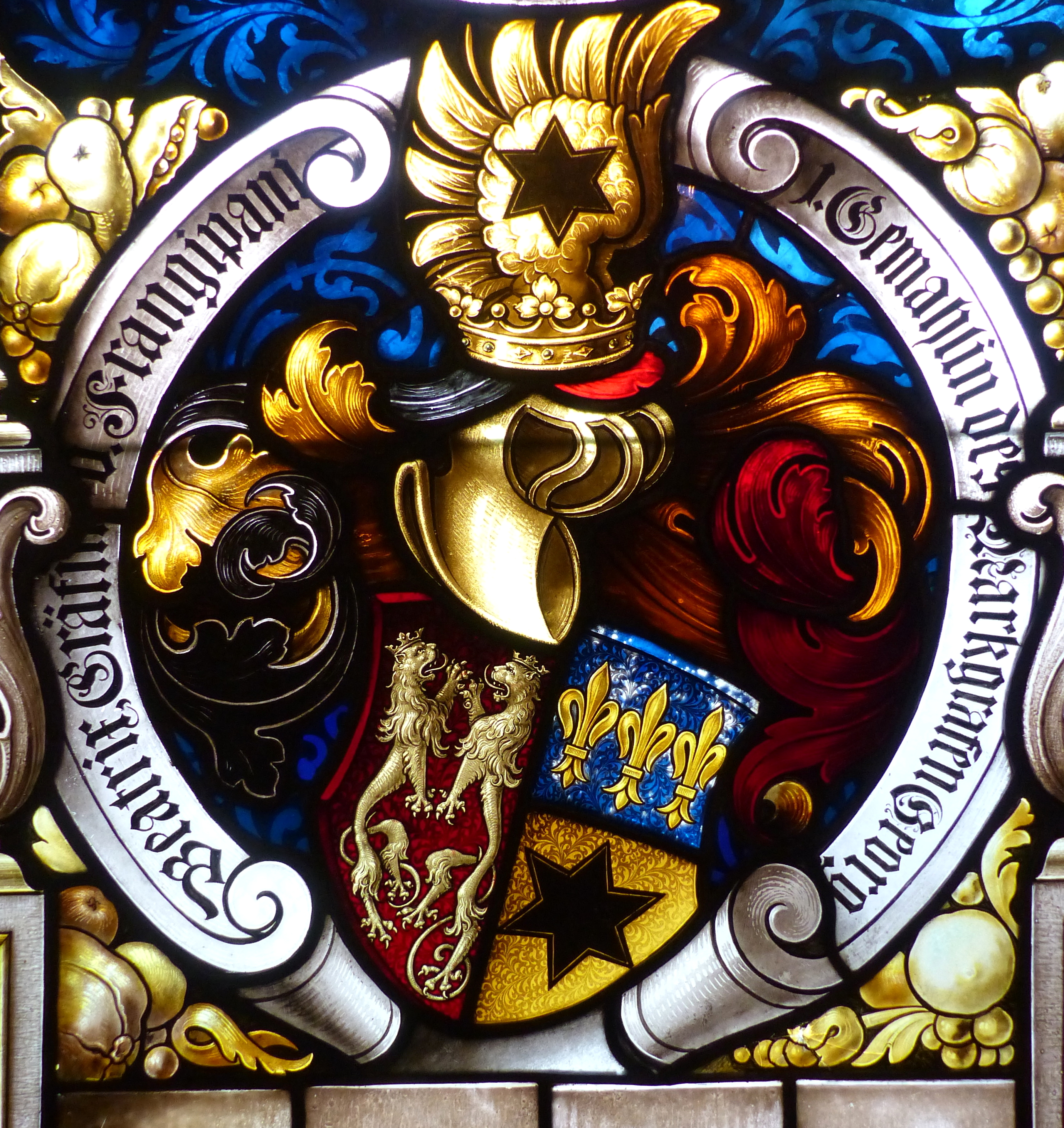
Wappen von Schloss Ratibor

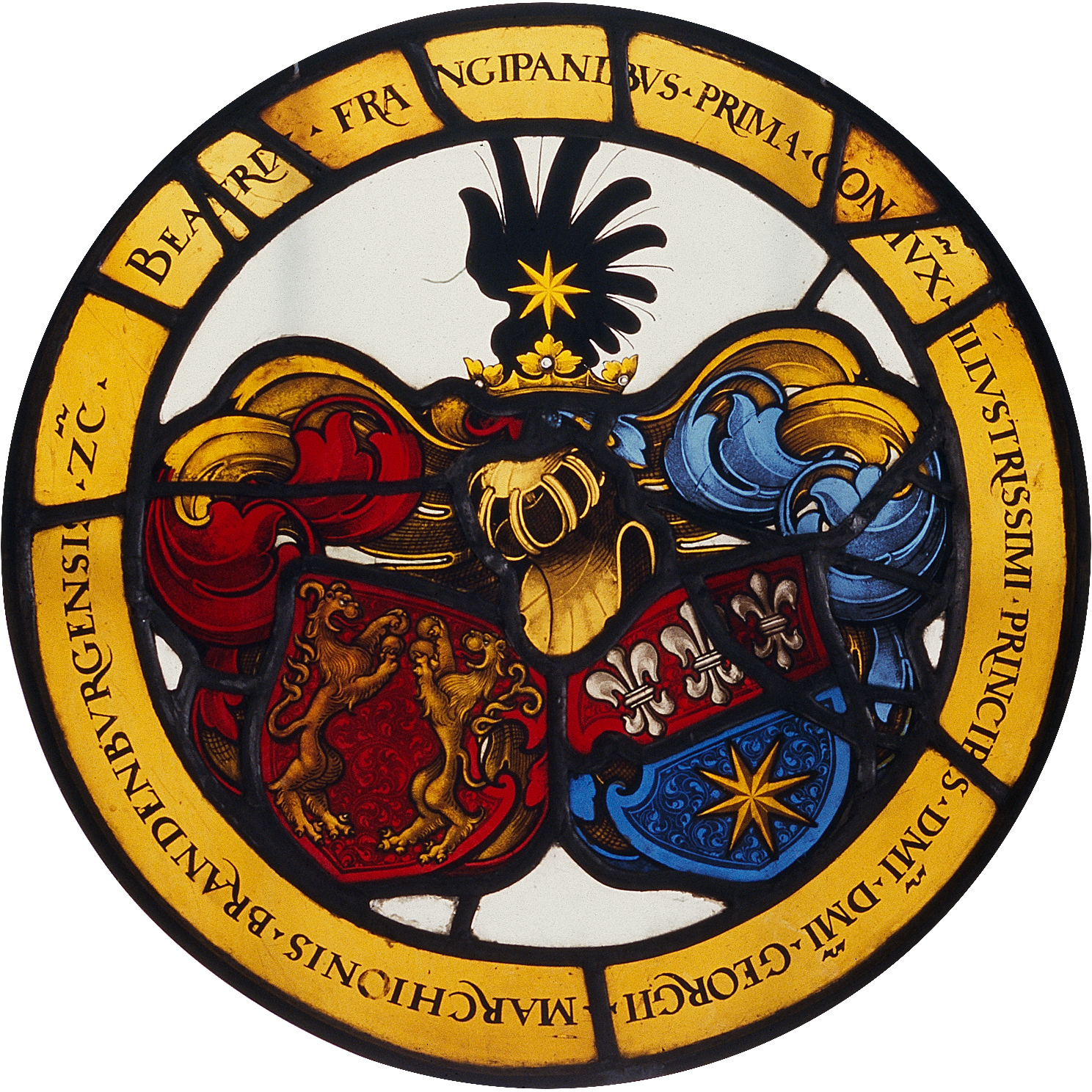
Wappen der Beatrice de Frangepan (Glasfenster St. Gumbertus (Ansbach))

Beatrice war eine Tochter des Bernardin Frankopan, Knez (Fürst) von Krk und Modruš (1453–1529) aus dessen Ehe mit Donna Luisa Marzano d’Aragona, Tochter des Giovanni Francesco Marino Marzano, Fürst von Squillace. Ihr Bruder Christoph (1482–1527) war Ban von Kroatien.
Beatrice heiratete in erster Ehe 1496 Johann Corvinus (1473–1504), einen außerehelich geborenen Sohn des ungarischen Königs Matthias Corvinus, mit dem sie drei Kinder hatte:
- Elisabeth (1496–1508)
- Christoph (1499–1505), letzter des Hauses Hunyadi-Corvinus
- Matthias (1504–1505)

Nach dem Tod ihres Mannes war die als außerordentlich schön beschriebene Witwe Erbin von Hunyadi und verwaltete den Besitz für ihre Kinder, die jedoch bald nach dem Vater noch im Kindesalter starben. Nach Ende der Trauerzeit verheiratete sie der ungarische König Vladislav II. am 21. Januar 1509 in Gyula mit seinem Neffen Markgraf Georg von Brandenburg-Ansbach (1484–1543). Georg erhielt von König Vladislav alle Corvinischen Güter übertragen. Neben Burg Hunyadi gehörten dazu unter anderem auch die Festung Lippa mit 252 Dörfern. Georg wurde durch seine Gemahlin zu einem der mächtigsten Grundbesitzer Ungarns. Teile der Bibliotheca Corviniana gelangten durch Beatrice nach Wolfenbüttel.
Nach Beatrices Tod, ein Jahr nach der Vermählung, veräußerte Georg den größten Teil der ungarischen Besitzungen und erwarb dafür Herrschaften in Schlesien.